# Патриотическая партия Приднестровья
Патриотическая партия Приднестровья — политическая партия в Приднестровской Молдавской Республике, существовавшая в 2006-10 гг. Была создана на Учредительном съезде 4 августа 2006 года. В апреле 2010 года партия была реорганизована в Общественно-политическое Движение «Патриоты Приднестровья» после того, как её члены вошли в созданную в январе того же году Республиканскую социал-патриотической партию, в состав которой вошли Патриотическая и Республиканская партии.

## История партии
Учредительный съезд Патриотической Партии Приднестровья состоялся 4 августа 2006 года. В партию вошли члены таких общественных организаций, как Союз защитников Приднестровья, Ассоциация ветеранов войны в Афганистане, Союз женщин и других. Инициативную группу по созданию партии возглавлял сын Президента Преднестровья Игоря Смирнова Олег Смирнов, он же был избран председателем в результате тайного безальтернативного голосования. Также съезд избрал политсовет, численность которого составила 33 человека.
23 сентября 2006 года состоялся II съезд Патриотической партии. Партия выдвинула Игоря Смирнова кандидатом в Президенты ПМР. Также было принято решение о создании молодёжного крыла в партии. В съезде участвовали 283 делегата.
12 марта 2007 года был убит лидер Тираспольского отделения партии Виктор Неумоин, бывший член Приднестровского казачества и участник боевых действий 1992 года. Неумоин был застрелен из автомата в упор около собственного дома. Среди версий убийства — политическая (по версии партии) и уголовная.
26 апреля 2007 года в Тирасполе состоялся III съезда Патриотической партии. В нём приняло участие 316 делегатов. Съезд утвердил программу партию, в которой декларировалось развитие политической системы, системы социального обеспечения, а также связей с Россией. Съезд принял обращение к «Единой России», в котором делегаты просят у российской партии «мудрого совета».
В августе 2007 года Патриотическая партия подписала соглашение о сотрудничестве со «Справедливой Россией».
13 сентября 2008 года состоялся IV съезд. Приветственное слово съезду от имени «Справедливой России» направил Сергей Миронов. На съезде было объявлено, что в партию входит 1600 человек и 40 первичных организаций. До начала работы съезд был анонсирован как переломный и исторический. В частности, на нем предполагалось объявить ППП проводником социалистической идеологии в Приднестровье, борцом с неолиберализмом и монополизмом. В работе съезда приняли участие 242 делегата. Партия выступила за придание православию официального статуса в ПМР, а также за усиление роли государства в регулировании экономики. Партия выступила за введение налогов на сверхприбыль корпораций, а также за совершенствование системы подоходного налога.
В апреле 2009 года партия вместе с Приднестровской республиканской партией вошла в Социал-патриотический блок.
29 декабря 2009 года состоялся V внеочередной съезд, на котором было принято решении об объединении с Республиканской партией и создании Республиканской социал-патриотической партии Приднестровья. На съезде было лишь 38 делегатов, а лидеры Олег и Марины Смирновы отсутствовали. Из лидеров партии на съезде был только Игорь Иваненко. Позднее стало известно, что верхушка партии в лице супругов Смирновых и руководителя Исполкома Игоря Иваненко переехала в Москву.
23 января 2010 года состоялся учредительный съезд Республиканской социал-патриотической партии, в которую вошли, среди прочего, члены Патриотической партии. В тот же день состоялось заключительное заседание V съезда, на котором было принято решение о реорганизации партии в Общественное движение «Патриоты Приднестровья». Председателем движения был избран Олег Смирнов.

## Идеология партии
На учредительном съезде было заявлено, что приоритетными направлениями деятельности партии станут укрепление независимости Приднестровья, борьба за укрепление президентской власти в Приднестровье и социальную справедливость, а также стремление к геополитическому союзу с Россией.
После принятия III съезда партии её приоритетами были объявлены:
- сильная президентская власть, как гарантия политической стабильности и незыблемости конституционного строя;
- контроль общества над властью через политические партии и общественные движения;
- развитие независимости СМИ;
- осуществление принципа приоритета прав и свобод человека и гражданина перед правами государства;
- переход к прозрачной налоговой политике;
- эффективная система социальных гарантий, адресная социальная помощь, формирование единой системы соцстрахования и охраны здоровья;
- совершенствование и реализация антимонопольного законодательства;
- повышение качества управления госсобственностью;
- развитие малого и среднего бизнеса;
- проведение судебной реформы;
- развитие выгодных для Приднестровья международных экономических отношений;
- продолжение курса на сближение с Россией;
- формирование и поддержка нынешней политики, направленной на признание ПМР.

## Органы управления партии

### Руководители партии
Председатель партии: Олег Смирнов.
Заместители председателя: Сергей Новак, Марина Смирнова.
С сентября 2008 года Исполкомом партии руководил Игорь Иваненко.

### Органы управления
Высшим органом управления Патриотической партии являлся Съезд, который избирал главный политический орган партии — Центральное правление. Возглавлял работу Центрального правления Председатель партии. Координацию текущей деятельности партии осуществлял Исполнительный комитет.

## Социал-патриотический блок
8 апреля 2009 года Председатель Патриотической партии Приднестровья Олег Смирнов и Председатель Политического Совета Приднестровской Республиканской партии Владимир Рыляков подписали Соглашение о создании Республиканского политического объединения «Социал-патриотический блок».
Идеологической основой Социал-патриотического блока стали принципы международного признания независимости Приднестровской Молдавской Республики, построение эффективного государства с социально-ориентированной экономикой, развитие институтов гражданского общества в Приднестровье.
Официальным лидером СПБ стал председатель Патриотической партии Олег Смирнов. Его заместителем был избран глава Политсовета Приднестровской республиканской партии Владимир Рыляков. Координаторами блока назначены руководитель Исполнительного комитета ППП Игорь Иваненко и первый заместитель председателя Политсовета ПРП Николай Смоленский.
18 сентября 2009 года была принята программа-манифест блока.

## Сотрудничество со «Справедливой Россией»
7 августа 2007 года в Москве было подписано Соглашение о заключении политического союза между партией «Справедливая Россия» и Патриотической партией Приднестровья. До этого в Приднестровье при поддержке Патриотической партии была открыта общественная приемная «Справедливой России».
14 сентября 2007 года в Приднестровье прошёл Конгресс граждан России, организованный совместно Патриотической партией и «Справедливой Россией».
22 марта 2008 года в Приднестровье была проведена Международная конференция «Вперед с Россией!» в поддержку кандидата в президенты России Дмитрия Медведева, организованная Патриотической партией совместно со справедливороссами.
25 апреля 2008 года в ходе III съезда «Справедливой России» Марина Смирнова была избрана в состав Центрального совета.